# City upon a Hill
City upon a hill (deutsch wörtlich „Stadt auf einem Hügel“) ist eine Trope, welche aus John Winthrops Predigt A Model of Christian Charity von 1630 stammt. Die Aussage bezieht sich auf die Metapher von Salz und Licht aus der Bergpredigt Jesu aus dem Matthäusevangelium (Mt 5,14 ):
„Ihr seid das Licht der Welt. Eine Stadt, die auf einem Berg liegt, kann nicht verborgen bleiben“ (in der King-James-Bibel: Ye are the light of the world. A city that is set on an hill cannot be hid.)
Winthrop schärfte den puritanischen Kolonisten der Massachusetts Bay Colony ein, dass ihre neue Kolonie eine „Stadt auf einem Hügel“ sei, die von der ganzen Welt beobachtet werde:

“for wee must Consider that wee shall be as a City upon a Hill, the eies of all people are uppon us”

„Wir müssen davon ausgehen, dass wir wie eine Stadt auf einem Hügel sein sollen. Die Blicke aller Menschen richten sich auf uns.“

## Geschichte
Lange Zeit ging man davon aus, dass die Predigt kurz vor der Ankunft an Bord der Arbella gehalten wurde, die die Puritaner nach Amerika brachte. Neuere Forschungen ergaben jedoch, dass Winthrop diese Rede mit großer Wahrscheinlichkeit bereits vor der Abfahrt in England hielt. Winthrop glaubte, dass alle Nationen einen Bund mit Gott hätten und dass die Puritaner England verlassen müssten, da das Land seinen Bund gebrochen habe. Er ging davon aus, dass die Puritaner einen neuen, besonderen Bund mit Gott hätten, ähnlich dem zwischen Gott und dem Volk Israel.
In der amerikanischen Geschichte wurde der Begriff City upon a Hill oft zum Ausdruck des Amerikanischen Exzeptionalismus. Viele Politiker beriefen sich auf den Begriff, um zu zeigen, dass die USA ein besonderes Vorbild für die restliche Welt darstellen müsse. Ein Beispiel hierfür ist die Rede The City upon a Hill von John F. Kennedy vom 9. Januar 1961 vor der Massachusetts State Legislature wenige Tage vor seiner Vereidigung als Präsident.
Ronald Reagan hat sich des Terminus ebenfalls häufig bedient, allerdings in der Kurzfassung der Shining City. Er bezog sich zum Beispiel in seiner Farewell Address explizit auf John Winthrop und das Bild der Shining City:

“I've spoken of the shining city all my political life, but I don't know if I ever quite communicated what I saw when I said it. But in my mind it was a tall proud city built on rocks stronger than oceans, wind-swept, God-blessed, and teeming with people of all kinds living in harmony and peace, a city with free ports that hummed with commerce and creativity, and if there had to be city walls, the walls had doors and the doors were open to anyone with the will and the heart to get here. That's how I saw it and see it still …”

„Ich habe von der strahlenden Stadt mein ganzes politisches Leben lang gesprochen, aber ich weiß nicht, ob ich jemals genau das vermittelt habe, was ich sah, als ich davon sprach. Aber in meiner Vorstellung war es eine große stolze Stadt, gebaut auf Felsen stärker als Ozeane, windgepeitscht, von Gott gesegnet und von Menschen aller Art bewohnt, die in Harmonie und Frieden lebten, eine Stadt mit freien Häfen, die voller Handel und Kreativität waren, und wenn Stadtmauern nötig waren, hatten diese Wände Tore, und die Tore waren offen für alle, mit dem Willen und dem Mut zu uns zu kommen. Das ist, wie ich sie sah und immer noch sehe …“